# Угон Boeing 747 в Эль-Кувейте
Угон Boeing 747 в Эль-Кувейте — авиационное происшествие, произошедшее в четверг 2 августа 1990 года. Авиалайнер Boeing 747-136 компании British Airways, следовавший по маршруту Лондон—Эль-Кувейт—Мадрас—Куала-Лумпур, был захвачен иракскими войсками, контролировавшими в тот момент Кувейт.
После прибытия авиалайнера в международный аэропорт Кувейта полёт так и не был возобновлён из-за событий на земле. Перед приземлением Ирак начал полномасштабное вторжение в Кувейт. В течение нескольких часов части иракской армии быстро продвинулись до Эль-Кувейта и взяли под свой контроль аэропорт. Соответственно, самолёт, пассажиры и экипаж были захвачены иракскими военными на земле. После захвата большинство пассажиров и членов экипажа были взяты под стражу в нескольких близлежащих отелях вместе с другими иностранцами. Позднее авиалайнер был уничтожен на земле в ходе наступления вооружённых сил США; личности ответственных за его уничтожение остаются неизвестными.
После освобождения несколько пассажиров утверждали, что они были свидетелями ряда зверств, совершённых иракскими войсками, и сами подвергались жестокому обращению. В то время как женщинам и детям была предоставлена возможность вернуться домой в конце августа, оставшиеся задержанные были рассредоточены по различным местам в Ираке и Кувейте и использовались иракцами в качестве живого щита для сдерживания наступательных операций сил Коалиции во время войны в Персидском заливе. Один раз иракское телевидение в рамках пропаганды показало президента Ирака Саддама Хусейна вместе с несколькими задержанными. Чтобы добиться их освобождения, бывший премьер-министр Великобритании Эдвард Хит лично отправился в Багдад, чтобы провести переговоры, в том числе напрямую с Саддамом Хусейном. Один из пассажиров, который высадился из самолёта до захвата, официально считается убитым иракскими войсками; все остальные пассажиры были освобождены из плена после завершения конфликта. У многих бывших заложников после освобождения развилось посттравматическое стрессовое расстройство.
Инцидент по-прежнему является предметом споров о том, можно ли было предотвратить ситуацию, а также обвинений и теорий заговора о том, что рейс использовался в качестве прикрытия для переброски тайных британских военных и разведчиков в Кувейт. С тех пор было проведено несколько расследований инцидента, по результатам которых тогдашний премьер-министр Великобритании Маргарет Тэтчер официально опровергла какие-либо попытки правительства повлиять на действия British Airways в отношении рейса 149. 23 ноября 2021 года министр иностранных дел Лиз Трасс подтвердила, что тогдашнее правительство ввело в заблуждение British Airways и общественность, не передав им предупреждение об обстановке в регионе.

## Самолёт и экипаж
Boeing 747-136 (регистрационный номер G-AWND, заводской 19764, имя «City of Leeds») принадлежал British Airways с 1974 года, ранее он эксплуатировался компанией-предшественницей BOAC. На момент инцидента он был одним из старейших самолётов в парке и должен был быть заменён Боингом 747 нового поколения.
Командиром на этапе Лондон—Кувейт был капитан Ричард Бруньяте, а бортпроводниками руководил Клайв Эрти. На этапе Кувейт—Мадрас капитаном должен был стать Питер Кларк.

## Предыстория
Самолёт вылетел из лондонского аэропорта Хитроу 1 августа 1990 года в 18:05 (GMT); на борту находилось 367 пассажиров и 18 членов экипажа. Конечным пунктом назначения был Куала-Лумпур, по пути были запланированы остановки в Эль-Кувейте и Мадрасе. Вылет задержался на несколько часов; по словам капитана Ричарда Бруньяте, причиной стала неисправность вспомогательной силовой установки самолёта; некоторые пассажиры утверждают, что слышали, как члены экипажа спорили, следует ли продолжать полёт или нет. Запланированная остановка в аэропорту Кувейта не была отменена, несмотря на сообщения СМИ об ухудшении политической ситуации в регионе. Более крупный сосед Кувейта, Ирак, выдвинул требования о передаче
пограничных территорий под его контроль, и в течение нескольких недель стянул к границе значительное число техники и личного состава. Во время задержки в Хитроу экипаж запросил отчёт о ситуации в Кувейте, на что получил ответ, что ничего не происходит, несмотря на новости о растущем напряжении. Вскоре после того, как рейс вылетел, экипаж запросил по рации ещё один отчёт, разговаривая как с кувейтской авиадиспетчерской службой, так и с самолётом Lockheed Tristar, ранее вылетевшим из Кувейта. Оба утверждали, что ситуация в аэропорту выглядит нормальной. Впоследствии капитан Бруньяте заявил, что он решил совершить посадку в Кувейте после того, как снова поговорил с УВД Кувейта во время последнего захода на посадку, на что получил ответ, что в аэропорту приземляться безопасно. Он также заявил, что просил разрешения совершить дополнительный круг для наблюдения за аэропортом и не заметил ничего подозрительного. Однако в тот же день Ирак начал вторжение в Кувейт. Посол Великобритании в Кувейте сэр Майкл Уэстон около полуночи сообщил министерству иностранных дел о начале вторжения. Эта информация не была передана British Airways.
В 01:13 2 августа 1990 года самолёт приземлился в международном аэропорту Кувейт и высадил пассажиров, ожидая прибытия новой смены экипажа, что должно было занять час. Аэропорт был безлюден, и на земле практически не было персонала; на момент приземления все остальные регулярные рейсы в Кувейт уже несколько часов были отменены или перенаправлены в другие аэропорты. Тридцать пассажиров имели билеты лишь до Кувейта и высадились из самолёта вместе с предыдущей сменой экипажа, которая отправилась в отель. По словам некоторых пассажиров, те, кто высаживался в Кувейте, прошли иммиграционный контроль, но не смогли получить багаж. Поступали сообщения о том, что перед посадкой британские военные взяли под контроль диспетчерскую вышку аэропорта. Между 01:45 и 02:05 вторая смена экипажа и оставшиеся пассажиры сели на борт в ожидании вылета в Мадрас; в это время экипажу сообщили, что аэропорт будет закрыт на два часа. В 02:20 иракские истребители-бомбардировщики разбомбили взлётно-посадочную полосу, и вывели из строя диспетчерскую вышку аэропорта. Бортпроводники приказали пассажирам покинуть самолёт и перейти в здание аэровокзала. В 03:00 кувейтское радио передало общенациональное сообщение о том, что иракские войска пересекли границу.

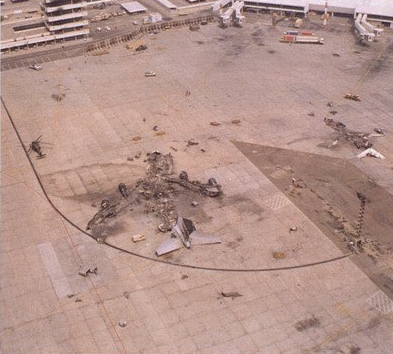
Обломки самолёта. Вид с воздуха.

В 04:30 экипаж и пассажиры были выведены из терминала иракской армией и доставлены на автобусе в гостиницу аэропорта. 3 августа сообщалось, что все 367 пассажиров и 18 членов экипажа рейса 149 живы и здоровы.
Пустой самолёт, который оставался в аэропорту на протяжении всей войны, был уничтожен на земле в результате авиаудара на последних этапах конфликта в ходе боёв за аэропорт; разрушение могло быть преднамеренным действием вооружённых сил США, чтобы предотвратить его захват. Кроме того, самолёт мог быть уничтожен иракской армией во время отступления из Кувейта. British Airways смогла получить страховку за уничтоженный авиалайнер. Два шасси самолёта были выставлены в штаб-квартире British Airways в Уотерсайде.

## Реакция
В последующие дни British Airways выразила возмущение ситуацией с рейсом 149. Председатель BA лорд Кинг публично обвинил министерство иностранных дел и британские спецслужбы в их неспособности незамедлительно объявить Кувейт зоной боевых действий, что привело бы к отмене рейса. Региональный менеджер BA в Кувейте и Ираке Лори О’Тул позже утверждал, что связался с посольством Великобритании в Кувейте перед вылетом рейса 149, чтобы спросить, безопасно ли продолжать полёты в пределах региона, на что получил ответ, что полномасштабное вторжение в Кувейт маловероятно. Очень быстро возникли серьёзные общественные споры по поводу того, могло ли британское правительство предотвратить захват авиалайнера, а также когда именно оно узнало о вторжении в Кувейт. В сентябре 1990 года премьер-министр Маргарет Тэтчер заявила, что рейс 149 приземлился в Кувейте за несколько часов до вторжения. Впоследствии эта же версия была описана в её мемуарах. Тем не менее, пассажиры сообщали, что слышали стрельбу и грохот танков во время остановки в Кувейте, а прибывшие члены экипажа также утверждали, что слышали громкие удары, когда их везли из аэропорта в отель. British Airways и Министерство иностранных дел заявили, что рейс 149 приземлился в Кувейте через два часа после начала вторжения.

## Задержание пассажиров
После выхода из самолёта все пассажиры и экипаж были захвачены иракскими войсками. Большинство задержанных пассажиров первоначально были размещены в отеле на территории аэропорта, пока экипаж не договорился о переводе всех в отель «Regency», где обычно размещался экипаж и персонал British Airways в Кувейте. Часть пассажиров и членов экипажа безуспешно пытались просить посольство Великобритании об эвакуации из страны. Позже, когда международная оппозиция иракской оккупации усилилась, пассажирам было приказано покинуть отель «Regency», их разделили на группы и поместили в различные отели в Кувейте, которые иракцы также определили для содержания других иностранцев. Иракцы заявили, что пассажиры были «почётными гостями», и на следующей неделе перевезли их под вооружённым конвоем в другие места в Кувейте и Ираке. Британские граждане были размещены в основном на верхних этажах отеля Melia Mansour в Багдаде; граждане других стран были размещены в других гостиницах. На ранних этапах кризиса Бруньяте оставался с пассажирами и экипажем, чтобы успокоить их, но потом сбежал с помощью членов кувейтского сопротивления. Позже Бруньяте объяснил, что его отец, работавший в Ираке, имел личный конфликт с Саддамом Хусейном и опасался репрессий, если иракские власти узнают его фамилию.
Позже заложники заявили, что во время их задержания они были свидетелями различных зверств, таких как нападения иракских сил на граждан Кувейта; кроме того, некоторые из них подверглись различным формам психологического и физического насилия, включая случаи инсценировки казни или изнасилования, и содержались в антисанитарных условиях с небольшим количеством еды. Во время перевозки заложников на автобусе стюардесса British Airways была изнасилована иракским солдатом. Сообщается, что солдат был казнён рядом с заложниками после того, как старший бортпроводник Клайв Эрти сообщил об этом одному из офицеров. Одна пассажирка Дженнифер Чаппелл заявила, что она была свидетелем того, как иракские танки переезжали автомобили с кувейтскими гражданскими лицами, запертыми внутри, а её брат Джон видел казнь кувейтского солдата иракскими войсками. Другой заложник, Дэвид Форт, получил травмы после того, как иракский охранник столкнул его с лестницы. Небольшому количеству пассажиров и членов экипажа удалось бежать и укрыться у бойцов кувейтского сопротивления.
Через десять дней задержанных развезли по разным военно-промышленным объектам. Женщинам и детям была предоставлена возможность вернуться домой в конце августа, а тех, кто остался, использовали в качестве живого щита и переводили с одного участка на другой. В местах содержания под стражей находилось от восьми до двадцати человек разных национальностей, как правило, британских и американских граждан, а также французов, немцев, японцев и других.
Различные группы задержанных освобождались на разных этапах, часто в зависимости от их национальности, а также с учётом таких критериев, как плохое состояние здоровья и тело одного человека, умершего во время плена. В то время как одних пассажиров задерживали всего на несколько недель, других задерживали на месяцы и часто содержали в плохих условиях. Бывший премьер-министр Великобритании Эдвард Хит лично поехал в Багдад для прямых переговоров с президентом Ирака Саддамом Хусейном, ему приписывается руководство переговорами по успешному освобождению заложников. В середине декабря 1990 года последние американские и британские заложники были освобождены.
Один пассажир рейса 149, гражданин Кувейта (впоследствии названный в различных отчётах членом кувейтской королевской семьи или начальником службы безопасности), был указан как убитый иракскими солдатами, хотя ведутся споры относительно того, считается ли он погибшим пассажиром, поскольку на момент смерти он уже покинул самолёт. Все остальные пассажиры и члены экипажа остались в живых.

## Расследование
Пассажиры подали несколько судебных исков против British Airways, обвиняя авиакомпанию в халатности из-за посадки в Кувейте через несколько часов после вторжения, а также в потере имущества. 15 июля 1999 года группа французских пассажиров получила от British Airways компенсацию за ущерб в размере 2,5 миллионов фунтов стерлингов; отдельно авиакомпания также решила урегулировать претензии о компенсации, поданные от имени пассажиров из США. В октябре 2006 года несколько бывших заложников призвали к независимому общественному расследованию утверждений о том, что рейс 149 не был отменён британским правительством из-за того, что играл роль в разведывательной операции. Некоторые пассажиры обвинили British Airways в использовании самолёта для эвакуации своих сотрудников из Кувейта. Однако персоналу BA в Кувейте не было приказано сесть на рейс 149, а прибывающий экипаж уехал в свой отель после приземления. Экипаж впоследствии раскритиковал посольство Великобритании в Кувейте за то, что они не сделали ничего, чтобы избежать захвата или эвакуировать их из Кувейта, пока была возможность это сделать.
В документальном фильме 2007 года, заказанном BBC и показанном каналом Discovery, утверждалось, что правительства США и Великобритании с самого начала знали, что иракские вооружённые силы пересекли границу, и к 03:00 были полностью проинформированы о том, что начались боевые действия. Это осознание должно было произойти по крайней мере за час до приземления BA149, в течение которого несколько других рейсов были отправлены в Бахрейн и другие альтернативные пункты назначения, чтобы избежать потенциальных происшествий. В октябре 1992 года премьер-министр Джон Мейджор, сменивший на посту Маргарет Тэтчер, отрицал какие-либо попытки повлиять на British Airways в отношении рейса 149; однако этому противоречат его заявления под присягой о том, что British Airways на самом деле получила информацию от британского правительства о том, что лететь было «безопасно».
Утверждалось, что британское правительство разрешило рейсу 149 продолжить полёт в целях сбора разведывательных данных, доставив британских оперативников в Кувейт. 2 октября 1992 года, отвечая на вопрос по этому поводу, Мейджор сказал: «Я могу подтвердить, что на борту самолёта не было британских военнослужащих». Однако документальный фильм 2007 года включал интервью с анонимным бывшим солдатом SAS, который утверждал, что он и его команда летели рейсом 149 с целью сбора разведданных. В 2007 году член британского парламента Норман Бейкер утверждал, что у него есть показания под присягой, подписанные «сотрудниками спецназа», в которых, по словам Бейкера, говорилось, что «они находились на этом самолёте и были отправлены туда для выполнения миссии по просьбе британского правительства». Бейкер утверждал, что внешние источники дали подтверждение таким заявлениям, в том числе тогдашний посол США в Кувейте У. Натаниэль Хауэлл, бывший сотрудник МИ-6 Ричард Томлинсон и другие лица, утверждавшие, что в то время они были оперативниками Центрального разведывательного управления.
Некоторые источники в СМИ прокомментировали тот факт, что British Airways якобы изъяла из компьютерной базы данных список пассажиров рейса 149 на следующий день после захвата самолёта; однако British Airways утверждает, что это стандартная процедура в случае захвата самолёта, чтобы защитить личность людей на борту и уведомить их ближайших родственников.
23 ноября 2021 года министр иностранных дел Лиз Трасс подтвердила, что тогдашнее правительство ввело в заблуждение British Airways и общественность в отношении предварительного предупреждения, которое не было передано авиакомпании.